# Liste der Baudenkmale in Gingst
In der Liste der Baudenkmale in Gingst sind alle Baudenkmale der Gemeinde Gingst (Landkreis Vorpommern-Rügen) und ihrer Ortsteile aufgelistet. Grundlage ist die Veröffentlichung der Denkmalliste des Landkreises Vorpommern-Rügen, Auszug aus der Kreisdenkmalliste vom August 2015.

## Gingst
| ID    | Lage                             | Bezeichnung                         | Beschreibung | Bild                  |
| ----- | -------------------------------- | ----------------------------------- | --- | --------------------- |
| 00251 | (Karte)                          | Grabwange v. d. Osten               | Zweitverwendung einer Mordwange als Grabstein | Grabwange v. d. Osten |
| 00248 | Karl-Marx-Straße 19 (Karte)      | Kate (Efeuhaus)                     | Kate, heute Museum Gingst | Kate (Efeuhaus)       |
| 00249 | Karl-Marx-Straße 20 (Karte)      | Wohnhaus (Museum)                   | Wohnhaus, heute Museum Gingst | Wohnhaus (Museum)     |
| 00249 | Karl-Marx-Straße 20 (Karte)      | Stallscheune                        | Stallscheune, heute Museumscafé und Laden |                       |
| 00250 | Kirchplatz (Karte)               | Kirche                              | Spätgotische, dreischiffige, vierjochige Backsteinkirche von um 1400, Teile vom Langhaus von um 1300; Gewölbe in Mittelschiff und Chor durch Brände von 1699 und 1725 zerstört, ersetzt durch flache Stuckdecken; Seitenschiffe mit Kreuzrippengewölbe; gotisches Nordportal ansonsten barock umgestaltete Portale; 4-gesch. Westturm mit Glockenhaube; Inventar zumeist von nach 1725, Orgel von 1790. | Weitere Bilder        |
| 00251 | Kirchplatz                       | Grabanlage der Familie Picht        | |                       |
| 00252 | Kirchplatz 1 (Karte)             | Pfarrhaus                           | Fachwerkhaus von 1738 | Pfarrhaus             |
| 00889 | Markt 4 (Karte)                  | Wohnhaus                            | Saniert in den 1990er Jahren | Wohnhaus              |
| 00880 | Platz der Solidarität 11 (Karte) | Haus der Jugend mit den Freiflächen | |                       |

## Kapelle
| ID    | Lage               | Bezeichnung                             | Beschreibung | Bild |
| ----- | ------------------ | --------------------------------------- | ------------ | ---- |
| 00352 |                    | Platzanlage mit Holsteinhäusern         |              |      |
| 00352 | Kapelle 1 (Karte)  | Holsteinhaus Nr. 1                      |              |      |
| 00351 | Kapelle 10         | „Schafstall“ (nördlicher Teil)          |              |      |
| 00351 | Kapelle 11         | „Schafstall“ (südlicher Teil)           |              |      |
| 00351 | Kapelle 13         | „Wohnhaus“ (östlich zum Gutshaus)       |              |      |
| 00351 | Kapelle 14         | Trafohaus                               |              |      |
| 00351 | Kapelle 14 (Karte) | Gutsanlage                              |              |      |
| 00351 | Kapelle 14         | Gutshaus                                |              |      |
| 00351 | Kapelle 14         | Park (südlich)                          |              |      |
| 00351 | Kapelle 16         | „Stall“ (Sandstein-Tierkopf abgefallen) |              |      |
| 00352 | Kapelle 2, 2a      | Holsteinhaus Nr. 2                      |              |      |
| 00352 | Kapelle 3          | Holsteinhaus Nr. 3                      |              |      |
| 00352 | Kapelle 4          | Holsteinhaus Nr. 4                      |              |      |
| 00351 | Kapelle 7          | „Pferdestall“                           |              |      |
| 00351 | Kapelle 8b         | „Eulenstall“ (südlicher Teil)           |              |      |
| 00351 | Kapelle 9          | „Eulenstall“ (nördlicher Teil)          |              |      |
| 00351 | Kapelle 9, 10      | Park (nördlich) mit Erbbegräbnis        |              |      |

## Teschvitz
| ID    | Lage                | Bezeichnung     | Beschreibung                               | Bild |
| ----- | ------------------- | --------------- | ------------------------------------------ | ---- |
| 00752 | Teschvitz           | Park (Gutshaus) |                                            |      |
| 00752 | Teschvitz 3 (Karte) | Gutshaus        | 1-gesch. Putzbau von der Mitte des 19. Jh. |      |

## Volsvitz
| ID    | Lage          | Bezeichnung                          | Beschreibung | Bild |
| ----- | ------------- | ------------------------------------ | ------------ | ---- |
| 00620 | Volsvitz 8, 9 | Ehem. Vorwerk, Wohnhaus (Rattelvitz) |              |      |

## Quelle
- Denkmalliste des Landkreises Vorpommern-Rügen